# Krasnaja Zaria (rejon lgowski)
Krasnaja Zaria (ros. Красная Заря) – chutor w zachodniej Rosji, w sielsowiecie gustomojskim rejonu lgowskiego w obwodzie kurskim.

## Geografia
Miejscowość położona jest nad Sprutiecem (lewy dopływ Prutiszcze w dorzeczu Sejmu), 11 km od centrum administracyjnego sielsowietu (Gustomoj), 11 km na północny zachód od centrum administracyjnego rejonu (Lgow), 74 km na zachód od Kurska, 10 km od drogi regionalnego znaczenia 38K-017 (Kursk – Lgow – Rylsk – granica z Ukrainą) – część trasy europejskiej E38.
W chutorze znajduje się 6 posesji.
Klimat
Miejscowość, jak i cały rejon, znajduje się w strefie klimatu kontynentalnego z łagodnym ciepłym latem i równomiernie rozłożonymi opadami rocznymi (Dfb w klasyfikacji klimatów Köppena).

## Demografia
W 2010 r. chutor zamieszkiwało 5 osób.